# Fosse d'Izu-Ogasawara
La fosse d'Izu-Ogasawara (伊豆・小笠原海溝, Izu-Ogasawara Kaikō), aussi appelée fosse d'Izu-Bonin est une fosse océanique dans l'Ouest de l'océan Pacifique. C'est une extension de la fosse du Japon. La profondeur maximale de la fosse est de −9 788 m.
Elle s'étend de l'île principale du Japon, Honshū, vers le sud-est, jusqu'au nord des îles Mariannes où elle se poursuit alors sous le nom de fosse des Mariannes. L'ensemble forme l'arc Izu-Bonin-Mariannes (en).
La plaque pacifique s'y enfonce sous la plaque philippine par un phénomène de subduction, créant ainsi l'archipel Nanpō, soit l'archipel d'Izu et l'archipel d'Ogasawara, aussi appelé « îles Bonin ».